# Антроп (приток Кондомы)
Антроп — река в России, левый приток Кондомы, протекает по территории Кемеровской области, Алтайском крае и Республике Алтай.
Длина реки — 130 км, площадь водосборного бассейна — 1070 км².
Антроп начинается на северных склонах хребта Бийская Грива от слияния верховий на высоте 729 м над уровнем моря. Устье реки находится в 166 км по левому берегу Кондомы на высоте 276 м над уровнем моря.

## Притоки
Основные притоки:
- 7 км: река Анжереп;
- 20 км: река Кайвал;
- 56 км: река Ульба;
- 79 км: река Саза[3].

## Данные водного реестра
По данным государственного водного реестра России относится к Верхнеобскому бассейновому округу, водохозяйственный участок реки — Кондома, речной подбассейн реки — Томь. Речной бассейн реки — (Верхняя) Обь до впадения Иртыша.